# Lịch sử Iraq
Bài lịch sử Iraq gồm một khái quát chung từ thời tiền sử cho tới hiện tại ở vùng hiện nay là đất nước Iraq tại vùng đất Lưỡng Hà. Xem thêm Biên niên sử phương đông cổ đại, Lịch sử Trung Đông, và Lịch sử Lưỡng Hà.

## Tiền sử
Người Neanderthal đã sống ở Iraq từ khoảng 60.000 năm trước; Những di tích còn lại của người Neanderthal đã được tìm thấy tại hang Shanidar.

## Thời cổ đại
Trong đa số thời gian lịch sử, vùng đất hiện là Iraq hiện đại hầu như tương đương với vùng Lưỡng Hà. Đồng bằng Lưỡng Hà nằm giữa hai con sông Tigris và Euphrates (trong tiếng Ả Rập, là Dijla và Furat), là một phần của Vùng đất màu mỡ hình trăng lưỡi liềm. Nhiều triều đại và đế chế đã cai trị vùng Lưỡng Hà như Sumer, Akkad, Assyria và Babylon.

### Lưỡng Hà
Nền văn hóa Sumer đã phát triển rực rỡ tại Lưỡng Hà từ khoảng năm 3000 TCN. Cuộc sống văn minh xuất hiện tại Sumer được định hình bởi hai yếu tố đối lập: sự bất thường của hai con sông Tigris và Euphrates, vào bất kỳ lúc nào cũng có thể gây ra những trận lũ lụt lớn quét sạch toàn bộ dân cư, và sự màu mỡ đặc biệt của hai vùng châu thổ, do phù sa lắng đọng hàng thế kỷ của hai con sông mang lại.
Cuối cùng, người Sumer phải chiến đấu với các dân tộc khác. Một số cuộc chiến tranh đầu tiên là với người Elam sống ở vùng hiện nay là phía tây Iran. Từ đó vùng biên giới này luôn xảy ra các cuộc xung đột; đó có lẽ là vùng biên giới hay xảy ra chiến tranh nhất trên thế giới. Sự thống trị của người Sumer bị người Akkadian, di cư tới từ Bán đảo Ả Rập đe doạ. Người Akkadian là dân tộc thuộc hệ ngôn ngữ Semit, họ sử dụng một thứ ngôn ngữ có nguồn gốc từ những hệ ngôn ngữ được gọi là các ngôn ngữ Semit.
Năm 2340 TCN, vị lãnh đạo vĩ đại của người Akkadian là Sargon chinh phục Sumer và lập ra Đế chế Akkadian bao phủ hầu như toàn bộ các thành bang của người Sumer và kéo dài đến tận Li Băng. Sargon đặt thủ đô của đế chế tại thành phố Akkad, và đây chính là cơ sở nguồn gốc tên của dân tộc ông.
Đế chế đầy tham vọng của Sargon chỉ tồn tại trong một thời gian ngắn trong lịch sử lâu dài của Lưỡng Hà. Năm 2125 TCN, thành phố Ur của người Sumer ở phía nam Lưỡng Hà nổi dậy kháng chiến, đế chế Akkadian sụp đổ trước sự hồi sinh của các thành bang Sumer.

### Những nền văn minh hậu Sumer
Sau sự sụp đổ của nền văn minh Sumer, năm 1700 TCN người dân ở đó lại được tái thống nhất bởi Vua Hammurabi xứ Babylon (1792-1750 TCN), đất nước lại hồi sinh và phát triển với cái tên Babylonia. Vùng cai trị của Babylonia gồm những diện tích to lớn bao phủ hầu hết châu thổ sông Tigris-Euphrates từ Sumer và Vịnh Péc xích. Ông mở rộng đế chế của mình lên phía bắc qua châu thổ sông Tigris và Euphrates và về phía tây tới bờ Biển Địa Trung Hải. Sau khi củng cố lại quyền lực trung ương tại Babylon, ông dành tâm sức vào việc bảo vệ các biên giới và nuôi dưỡng sự thịnh vượng bên trong của Đế chế. Dù sao, triều đại của Hammurabi cũng được coi là Triều đại đầu tiên của Babylon, cai trị trong khoảng 200 năm, đến tận năm 1530 TCN. Ở thời này, Babylonia bước vào một giai đoạn phát triển đặc biệt rực rỡ và hòa bình.
Tuy nhiên, sau khi Hammurabi qua đời, một bộ tộc được gọi là Kassites bắt đầu tấn công Babylonia ngay từ khi con trai của Hammurabi bắt đầu cai trị đế chế. Trong nhiều thế kỷ, Babylonia bị những người Kassites làm cho suy yếu. Cuối cùng, khoảng năm 1530 TCN (một số nguồn cho rằng năm 1570 hay 1595 TCN), Triều đại Kassite được lập ra ở Babylonia.
Mitanni, một văn hóa khác, trong thời gian ấy cũng xây dựng lên đế chế mạnh mẽ của riêng mình. Họ chỉ chiếm được vai trò quan trọng trong thời gian ngắn—họ từng rất mạnh, nhưng chỉ trong vòng khoảng 150 năm. Dù vậy, Mitanni là một trong những đế chế chính ở vùng này trong giai đoạn lịch sử đó, và họ hầu như kiểm soát toàn bộ và chinh phục được người Assyria (những người sống ở phía đông Mitanni và phía tây bắc Kassite Babylonia). Vào thế kỉ thứ 15 TCN, quốc gia này phải đối chọi với những cuộc chinh phạt của quân đội Ai Cập.
Sau khi người Assyrian thoát được ách đô hộ của Mitanni, họ trở thành quyền lực tiếp theo ở vùng Lưỡng Hà. Sau khi đánh bại và sáp nhập Mitanni, người Assyrian, thách thức Babylonia. Họ làm Babylonia trở nên suy yếu tới mức Triều đại Kassite đánh mất quyền lực; người Assyrian hiển nhiên chiếm quyền kiểm soát Babylonia, tới khi các cuộc nổi dậy lại hạ bệ họ và lập ra một triều đại mới, được gọi là Triều đại thứ hai của Isin. Nebuchadrezzar I (Nabu-kudurri-usur; kh. 1119 TCN-kh. 1098 TCN) là vị vua nổi tiếng nhất của triều đại này.
Nebuchadnezzar đã chứng tỏ ông là một người cai trị tốt, và cuối cùng tấn công Assyria.

### Người Chaldea
Cuối cùng, trong những năm 800s TCN, một trong những bộ tộc mạnh nhất bên ngoài Babylon, người Chaldea (từ Latin là Chaldaeus, Hy Lạp là Khaldaios, Assyri là Kaldu), chiếm ưu thế. Người Chaldea lên nắm quyền lực ở Babylonia và bằng cách ấy, dường như tăng cường sự ổn định và sức mạnh cho Babylonia. Họ dẹp yên nhiều cuộc nổi loạn và những kẻ tấn công từ bên ngoài. Ảnh hưởng của người Chaldea mạnh tới mức, trong giai đoạn này Babylonia bắt đầu được gọi là Chaldea.
Năm 626 TCN, Chaldea giúp Nabo-Polassar lên nắm quyền ở Babylonia. Lúc ấy Assyria đang phải chịu nhiều sức ép từ phía một bộ tộc Iran, người Medes (từ Media). Nabo-Polassar liên minh Babylonia với người Medes. Assyria không thể chịu thêm áp lực này, và vào năm 612 TCN, Nineveh, thủ đô của Assyria, sụp đổ. Toàn bộ thành phố, từng một thời là thủ đô của đế chế vĩ đại, bị đốt cháy và cướp bóc.

### Nebuchadrezzar II xứ Babylon
Sau đó, Nebuchadrezzar II (con trai của Nabopolassar) thừa kế đế chế Babylonia. Ông thu thập thêm được một ít lãnh thổ cho Babylonia và xây dựng lại Babylon, vẫn là thủ đô của Babylonia.
Trong thế kỷ thứ 6 TCN (586 TCN), Nebuchadrezzar II chinh phục Judea (Judah), phá huỷ Jerusalem; Đền Solomon cũng bị phá huỷ; Nebuchadrezzar II mang đi khoảng 15.000 tù nhân và trục xuất hầu hết dân cư ở đó tới Babylonia. Nebuchadrezzar (604-562 TCN) được cho là người đã xây dựng nên Vườn treo Babylon huyền thoại, một trong Bảy kỳ quan thế giới.

## Sự thống trị của Ba Tư; 550 TCN tới 652 SCN
Nhiều kẻ xâm lược đã chinh phục vùng đất này sau khi Nebuchadrezzar chết, gồm Cyrus đại đế năm 539 TCN và Alexander đại đế năm 331 TCN, ông đã chết ở đây năm 323 TCN. Babylon suy tàn sau khi Seleucia tại Tigris, thủ đô mới của Đế chế Seleucid được thành lập. Trong thế kỷ thứ 6 TCN, nó trở thành một phần của Đế chế Ba Tư, sau đó bị Alexander đại đế chinh phục và tiếp tục nằm dưới quyền cai trị của Hy Lạp dưới triều Seleucid trong gần hai thế kỷ. Sau đó, một bộ lạc vùng Trung Á thuộc dân tộc Iran tên là Parthi sáp nhập vùng này, tiếp sau nó lại bị người Sassanid Ba Tư cai quản đến tận thế kỷ thứ 7, Khi người Ả Rập Hồi giáo chiếm đóng.

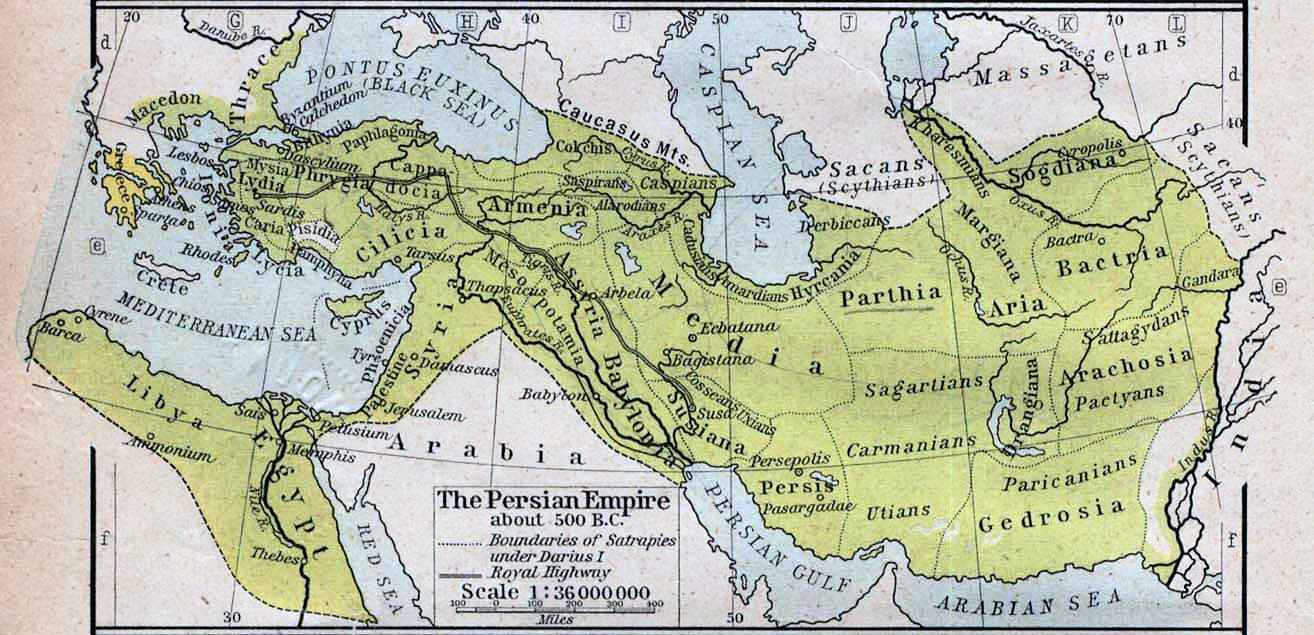
Đế chế Achaemenid ở thời rộng lớn nhất

Năm 600, Iraq là một tỉnh của Đế chế Iran được gọi là tỉnh khvarvaran, Iraq đã thuộc tỉnh này từ thời Cyrus đại đế. Hệ thống tưới tiêu nông nghiệp chằng chịt của vùng hạ Tigris và Euphrates và tiền nộp cống của các dân tộc như Diyala và Karun là nguồn tài nguyên cơ bản của triều đại Sassanid.
Thuật ngữ "Iraq" trong tiếng Ả Rập, là một từ có nguồn gốc ở từ Ērāk trong tiếng Ba Tư có nghĩa là "hạ Iran" lúc ấy vẫn chưa được sử dụng; vào giữa thế kỷ thứ 6, Đế chế Iran đang ở triều đại Sassanid và được hoàng đế Khosrow I chia ra thành bốn vùng, trong đó vùng phía tây được gọi là Khvārvarān, gồm đa phần Iraq hiện nay và lại được chia tiếp thành các tỉnh nhỏ hơn như Mishān, Asuristān, Ādiābene và Hạ Media. Thuật ngữ Iraq được sử dụng rộng rãi trong tiếng Ả Rập thời trung cổ để chỉ vùng trung tâm và phía nam nước cộng hòa ngay nay về mặt địa lý chứ không phải là thuật ngữ chính trị, không hề vẽ ra các biên giới chính xác.
Vùng Iraq ngày nay phí bắc Tikrit ở thời Hồi giáo được gọi là Al-Jazirah, có nghĩa là "Hòn Đảo" và để chỉ "hòn đảo" nằm giữa sông Tigris và Euphrates. Về phía nam và tây là xa mạc Ả Rập, nơi sinh sống của phần lớn các bộ lạc Ả Rập, những người thỉnh thoảng lại công nhận quyền chúa tể của các vị Hoàng đế Sasanian.
Tới năm 602 biên giới xa mạc của Iran đã được các vị vua Al-Hirah xứ Lakhmid coi giữ, những vị vua này là người Ả Rập nhưng cai trị một quốc gia ở vùng đệm. Cùng năm đó Shahanshah (hoàng đế Ba Tư) Khosrow II Aparviz vội vàng hủy bỏ vương quốc Lakhmid khiến cho biên giới đất nước bị bỏ ngỏ trước những bộ lạc du mục ưa chiến tranh. Xa hơn về phía bắc, quận phía tây giáp với biên giới Đế chế Byzantine. Biên giới này dù nhiều dù ít vẫn được Syria và Iraq coi là biên giới hiện đại của mình và tiếp tục chạy xa về phía bắc tới Thổ Nhĩ Kỳ hiện nay, để Nisibis (Nusaybin hiện đại) làm pháo đài bảo vệ biên giới Sasanian trong khi người Byzantines chiếm Dara và Amida (Diyarbakir hiện nay) ở gần đó.

## Khác biệt dân tộc và tôn giáo
Dân cư ở đó rất đa dạng. Quý tộc và quan lại hành chính người Ba Tư thuộc tầng lớp trên, nhưng đa phần dân cư là những người Ba Tư thuộc tầng lớp giữa những người theo Đạo thờ lửa và phần còn lại là những người nông dân nói tiếng Aramaic. Có một số ít người Tāzis (Ả Rập), đa số họ sống bằng chăn nuôi gia súc dọc theo các biên giới phía tây của những vùng định cư, nhưng một số là dân thành thị, đặc biệt tại Hireh (al-Hira). Ngoài ra, còn có một nhóm khác là người Kurds, họ sống dọc theo các đồi thấp dưới chân núi Zagros, và đáng ngạc nhiên là cả một số lượng khá lớn người Hy Lạp, đa số là các tù binh đã bị bắt giữ trong nhiều chiến dịch quân sự của người Sasania vào bên trong Byzantine Syria.
Sự khác biệt chủng tộc được thể hiện bởi tính đa tôn giáo. Tôn giáo quốc gia của Sassanid, Đạo thờ lửa, bị người Iran ngăn cấm. Phần còn lại của dân cư, đặc biệt ở phía bắc đất nước, có thể là người theo Thiên chúa giáo. Các tôn giáo đó bị chia rẽ sâu sắc vì những khác biệt về học thuyết của Monophysites, so với nhà thờ Jacobite của Syria, và Nestorians.
Nestorians, ban đầu cải đạo từ Đạo thờ lửa, Mani giáo và Mazdakism, là tôn giáo phát triển rộng nhất và được các vị Hoàng đế Sasanian cho phép hành đạo bởi vì tôn giáo này chống lại Thiên chúa giáo của Đế chế Roma, Thiên chúa giáo coi Nestorians là dị giáo. Nhiều người Iran theo Nestorians bị trục xuất tới các tỉnh phía nam, nằm ở nam Vịnh Péc xích, như Mishmāhig (Bahrain và UAE hiện nay), Garrhae (bờ biển Vịnh Péc xích của Ả Rập Saudi hiện nay). Monophysites bị nghi ngại nhiều hơn và thỉnh thoảng bị ngược đãi, nhưng cả hai tôn giáo vẫn giữ được một hệ thống cấp bậc của mình và Nestorians có một trung tâm tri thức quan trọng tại Nisibis. Vùng bao quanh thành phố Babylon cổ lúc ấy có một lượng lớn dân cư là người Do Thái, họ vừa là con cháu của những người đã bị trục xuất từ thời Kinh Cựu Ước vừa là những người địa phương cải đạo. Hơn nữa, ở phần phía nam đất nước có nhiều người Babylon không theo đạo nào cả, cũng như người Mandaeans và Gnostics.
Đầu thế kỷ thứ 7, sự ổn định và thịnh vương của xã hội đa văn hoá này bị đe doạ từ hiểm hoạ xâm lăng bên ngoài. Năm 602 Khosrow II Aparviz tung ra cuộc tấn công lớn cuối cùng của người Iran vào Đế chế Byzantine. Lúc đầu ông giành thắng lợi; Syria và Ai Cập sụp đổ, và chính Constantinopolis cũng bị đe doạ. Sau này gió đã đổi chiều, năm 627-628 người Byzantines, dưới sự lãnh đạo của Heraclius, chiếm tỉnh Khvārvarān và cướp bóc thủ đô đế chế tại Tyspawn (Ctesiphon). Những kẻ xâm lược không ở lại, nhưng Khosrow đã bị mất uy tín, bị phế truất và bị hành quyết.
Tiếp theo là giai đoạn chiến tranh giữa các vị tướng và các thành viên gia đình hoàng gia khiến đất nước không thuộc quyền lãnh đạo rõ ràng của một phe phái nào cả. Sự hỗn loạn cũng đe doạ tới hệ thống tưới tiêu, và có lẽ ở thời điểm này nhiều vùng rộng lớn phía nam đất nước đã biến trở lại thành đầm lầy, như trước kia. Những kẻ chinh phục Hồi giáo đầu tiên đã tiếp xúc với đế chế chính tại vùng đất bị tàn phá này.

## Cuộc chinh phục của người Ả Rập và giai đoạn đầu thời kỳ Hồi giáo

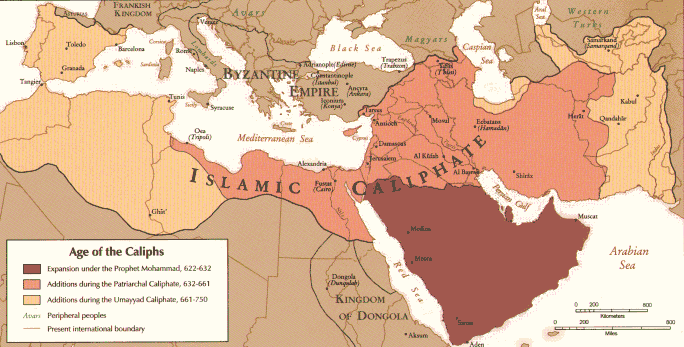
Thời kỳ các khaip Hồi giáo.l

Cuộc xung đột có tổ chức đầu tiên giữa những bộ tộc người Bedouin Ả Rập và các lực lượng Iran dường như đã diễn ra năm 634, khi người Ả Rập bị đánh bại trong Trận đánh của cây cầu (Battle of the Bridge). Một lực lượng với khoảng 5000 người Hồi giáo dưới sự chỉ huy của Abū `Ubayd ath-Thaqafī, bị quân Iran đánh tan. Khoảng năm 636, một lực lượng Hồi giáo Ả Rập lớn hơn dưới sự chỉ huy của Sa`d ibn Abī Waqqās đánh bại quân đội Iran tại Trận al-Qādisiyyah và tiến tới cướp bóc thủ đô Đế chế Iran là Ctesiphon. Tới cuối năm 638, người Hồi giáo đã chinh phục hầu như toàn bộ các tỉnh phía tây Iran (Iraq hiện nay), và vị Hoàng đế Sassanid cuối cùng, Yazdegerd III, đã phải bỏ chạy tới vùng trung tâm sau đó tới phía bắc Iran, nơi ông bị giết năm 651.
Cuộc chinh phục của người Hồi giáo dẫn tới cuộc di cư ồ ạt của người Ả Rập từ phía đông Ả Rập và Mazun (Oman) tới Khvarvārān. Những kẻ mới đến đó không sống phân tán ra khắp nước mà họ lập ra hai thành phố đồn trú mới tại al-Kūfah, gần Babylon cổ đại, và tại Basrah ở phía nam.
Ý định của họ là người Hồi giáo phải là một cộng đồng chiến binh tách biệt và gia đình họ sẽ sống nhờ vào tiền thuế do dân địa phương cúng nộp. Ở phía bắc miền Đông bắc Iran, Mosul bắt đầu nổi lên trở thành thành phố quan trọng nhất và là cơ sở căn bản của một địa điểm đồn trú Hồi giáo, nơi trú ngụ của một vị thống đốc Hồi giáo. Ngoài những tầng lớp trên người Iran và những thầy tu Đạo thờ lửa, là những người không chịu cải sang Hồi giáo và do đó đã mất mạng sống cũng như tài sản, đa số người Iran trở thành người Hồi giáo và được cho phép giữ lại tài sản của mình.
Khvarvārān, lúc ấy trở thành một tỉnh Hồi giáo, được gọi là `Irāq.

## Cuộc chinh phục của Thổ Nhĩ Kỳ

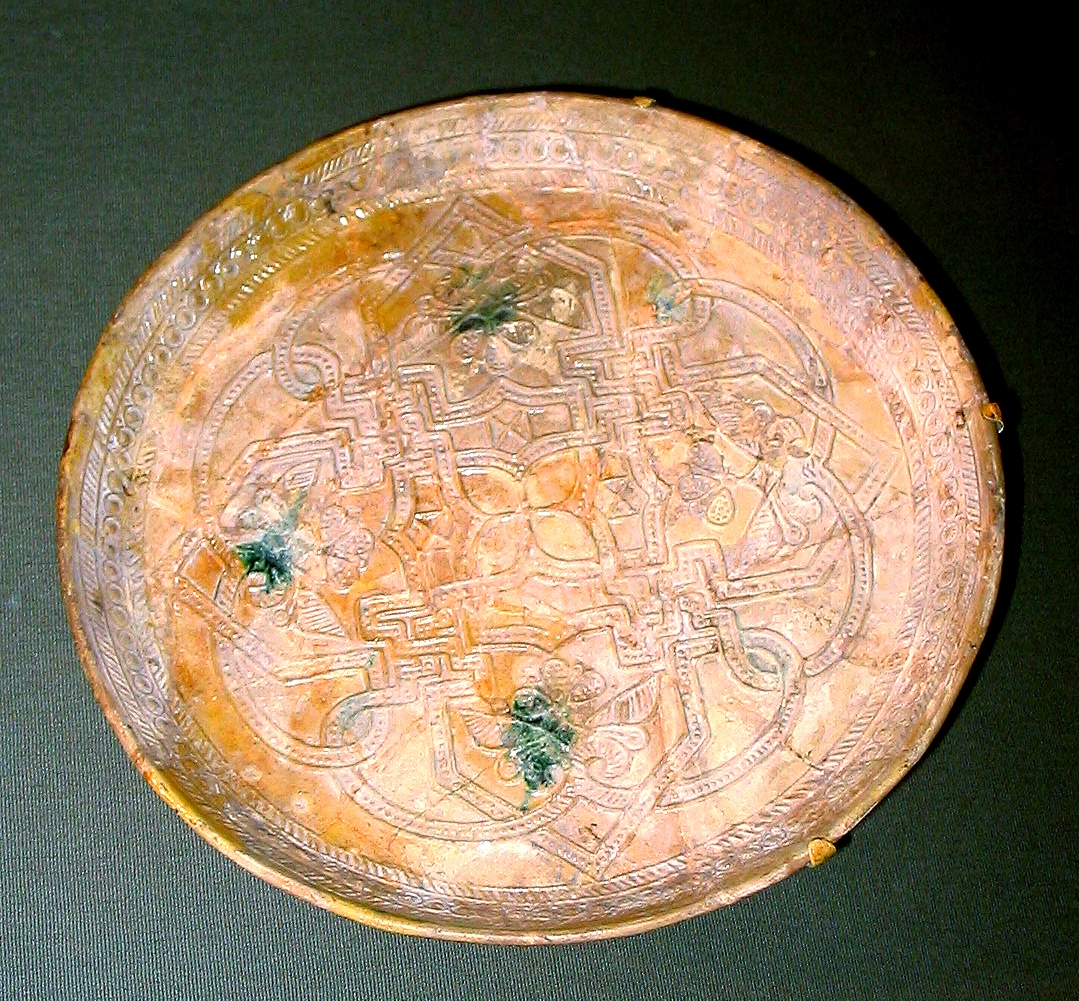
Chiếc đĩa đất nung này được làm từ thế kỷ thứ 9 tại Iraq. Hiện nó được đặt tại Smithsonian Institution ở Washington, D.C.

Ở thời gian cuối thế kỷ 14 và đầu thế kỷ 15, người Black Sheep Turkmen cai trị vùng hiện nay là Iraq. Năm 1466, người White Sheep Turkmen đánh bại Black Sheep và chiếm quyền kiểm soát. Sau đó, đa phần Iraq trở thành một vùng thuộc Đế chế Safavid đã nổi lên ở Iran từ năm 1501.
Trong thế kỷ 16 Iraq trở thành một phần của Đế chế Ottoman, dù Đế chế Safavid tạm thời thu hồi loại được phần lớn đất đai Iraq trong nửa đầu thế kỷ 17.

## Lịch sử hiện đại
Thời cai trị của Ottoman trên toàn bộ lãnh thổ Iraq kéo dài tới tận Chiến tranh thế giới thứ nhất khi Ottoman đứng về phía Đức và Liên minh trung tâm. Các lực lượng Anh xâm chiếm nước này và thua một trận lớn trước quân đội Thổ Nhĩ Kỳ trong cuộc Phong toả Kut (1915–16). Các lực lượng Anh được tái lập lại và Chiếm Baghdad năm 1917. Một thỏa hiệp đình chiến được ký năm 1918.
Iraq được người Pháp và Anh tách ra khỏi Đế chế Ottoman theo Hiệp ước Sykes-Picot. Ngày 11 tháng 11 1920 nó trở thành một quốc gia thuộc Liên đoàn các quốc gia ủy trị dưới quyền kiểm soát của Anh với cái tên "Quốc gia Iraq".
Chính phủ Anh sắp đặt khung chính trị và thể chế cho chính phủ Iraq. Anh Quốc áp đặt một chế độ quân chủ Hāshimite lên Iraq và xác định các biên giới lãnh thổ của Iraq mà không cần biết đến nguyện vọng của các dân tộc và các nhóm tôn giáo khác nhau trong nước, đặc biệt là người Kurd ở phía bắc. Anh Quốc phải đàn áp một cuộc nổi dậy lớn chống lại các chính sách của họ giữa nổ ra năm 1920 và 1922. Trong thời của cuộc nổi dậy này, người Anh đã dùng khí độc và các cuộc tấn công không quân vào các làng Iraq .
Trong giai đoạn ủy trị và tiếp sau đó, người Anh ủng hộ quyền lãnh đạo truyền thống của người Sunni (như bộ lạc shaykhs) chứ không phải cho phong trào quốc gia đang phát triển ở thành thị. Đạo luật giải quyết đất đai trao cho bộ lạc shaykhs quyền đăng ký các vùng đất chung của bộ lạc dưới tên riêng của họ. Quy định giải quyết tranh chấp bộ lạc trao cho họ những quyền pháp lý, trong khi Luật về quyền của nông dân và Đạo luật trách nhiệm năm 1933 hạn chế rất nhiều quyền của người nông dân, cấm họ được rời bỏ đất đai trừ khi đã thanh toán sòng phẳng toàn bộ nợ nần với chủ đất. Năm 1941, người Anh lại viện đến sức mạnh quân sự khi những quyền lợi của họ bị đe dọa sau Cuộc đảo chính của Rashīd `Alī al-Gaylānī. Cuộc đảo chính này dẫn tới một Cuộc xâm chiếm Iraq của người Anh sử dụng các lực lượng Quân đội Anh Ấn và quân Lê dương Ả Rập từ Jordan.

### Iraq quân chủ
Emir Faisal, nhà lãnh đạo cuộc nổi dậy của người Ả Rập chống lại vị vua Hồi giáo Ottoman trong Chiến tranh thế giới thứ nhất, và là thành viên dòng dõi Sunni Hashimite từ Mecca, đã trở thành vị vua đầu tiên của quốc gia mới. Ông chiếm được ngôi một phần nhờ ảnh hưởng của T.E. Lawrence. Mặc dù chế độ quân chủ được hợp pháp hóa và được tuyên bố làm Vua bởi một cuộc trưng cầu dân ý năm 1921, nền độc lập thực sự chỉ bắt đầu khi chế độ ủy trị của người Anh chính thức kết thúc 1932.
Năm 1927, những giếng dầu vĩ đại được phát hiện gần Kirkuk mang lại sự cải thiện kinh tế. Những quyền khai thác được trao cho Công ty dầu mỏ Iraq, mặc dù có tên như vậy, nó là một công ty dầu của Anh.
Vua Faisal I được con trai là Ghazi nối ngôi vào tháng 12 năm 1933. Giai đoạn cai trị của Ghazi kéo dài năm năm rưỡi. Ông tuyên bố chủ quyền của Iraq đối với Kuwait. Vốn là một người ưa tốc độ, nhà vua đã lái xe lao vào một cái cột đèn và chết ngày 3 tháng 4 năm 1939. Con trai ông Faisal tiếp tục kế vị ngai vàng.
Vua Faisal II (1935 – 1958) là con trai duy nhất của Vua Ghazi I và Nữ hoàng `Aliyah. Vị vua mới mới chỉ bốn tuổi khi vua cha qua đời. Chú ông là 'Abd al-Ilah trở thành người nhiếp chính (tháng 4 năm 1939 – tháng 5 năm 1953).
Năm 1945, Iraq gia nhập Liên hiệp quốc và trở thành thành viên sáng lập của Liên đoàn Ả Rập. Cùng lúc đó, lãnh đạo người Kurd là Mustafā Barzānī tổ chức một cuộc nổi loạn chống lại chính phủ trung ương ở Baghdad. Sau khi cuộc nổi loạn thất bại, Barzānī và những người trung thành chạy trốn tới Liên bang xô viết.
Năm 1948, và năm nước Ả Rập khác tiến hành một cuộc chiến tranh chống lại nhà nước mới thành lập là Israel. Cuộc chiến tranh kéo dài đến tận tháng 5 năm 1949 khi một thỏa thuận ngừng bắn được ký kết, nhưng Iraq không tham gia vào đó. Chi phí cho cuộc chiến gây ảnh hưởng xấu tới kinh tế Iraq. Chính phủ phải chi 40% ngân sách cho quân đội và cho những người tị nạn Palestin. Những khoản thu từ dầu khí của chính phủ bị giảm một nửa khi đường ống dẫn dầu tới Haifa bị cắt. Cuộc chiến và việc treo cổ nhiều thương gia Do Thái dẫn tới sự ra đi của hầu hết cộng đồng người Do Thái tại Iraq. Người Do Thái đã sống ở Lưỡng Hà trong ít nhất 2.500 năm.
Iraq ký hiệp ước Baghdad năm 1956. Hiệp ước này liên minh Iraq, Thổ Nhĩ Kỳ, Iran, Pakistan, Hoa Kỳ và Anh Quốc. trụ sở hiệp ước đặt tại Baghdad. Khối hiệp ước gây ra một sự thách thức trực tiếp tới tổng thống Ai Cập Gamal Abdal Nasser. Để trả đũa, Nasser tung ra một chiến dịch tuyên truyền phản bác tính hợp pháp của chế độ quân chủ tại Iraq.
Tháng 2, 1958, Vua Hussein của Jordan và `Abd al-Ilāh đề xuất một liên hiệp các chế độ quân chủ Hāshimite để chống lại liên hiện mới được thành lập giữa Ai Cập và Syri. Thủ tướng Nuri as-Said muốn rằng Kuwait phải là một phần của liên hiệp Ả Rập-Hāshimite đó. Shaykh `Abd-Allāh as-Salīm, người cai trị Kuwait được mời tới Baghdad để đàm phán về tương lai Kuwait. Chính sách này khiến chính phủ Iraq rơi vào cuộc xung đột trực tiếp với Anh, vốn không muốn trao lại độc lập cho Kuwait. Lúc ấy, chế độ quân chủ Iraq hoàn toàn bị cô lập. Nuri as-Said chỉ có thể giải quyết sự bất mãn ngày càng dâng cao bằng cách đàn áp chính trị.
Xem thêm Danh sách các vị vua Iraq.

### Cộng hoà
Được Nasser xúi giục, các sĩ quan thuộc Đội quân số mười chín được gọi là "Các sĩ quan tự do", dưới sự lãnh đạo của thiếu tướng Abdul-Karim Qassem (được gọi là "az-Zaīm", 'nhà lãnh đạo') và Đại tá Abdul Salam Arif lật đổ chế độ quân chủ Hashimite ngày 14 tháng 7 năm 1958. Vua Faisal II và `Abd al-Ilāh bị hành quyết trong vườn Cung điện ar-Rihāb. Xác họ (và xác nhiều người khác là thành viên gia đình hoàng gia) được đem ra trưng bày trước công chúng. Nuri as-Said chỉ trốn được một ngày, sau khi cố gắng cải trang thành một phụ nữ che mặt để tẩu thoát không thành, ông bị bắt và bị xử bắn.
Chính phủ mới tuyên bố Iraq là một nước cộng hoà và từ chối sáng kiến thành lập liên hiệp với Jordan. Các hoạt động của Iraq với tư cách là một thành viên thuộc Hiệp ước Baghdād bị ngừng lại.
Khi Qāsim tự cô lập mình khỏi `Abd an-Nāsir, ông phải đối mặt với sự phản đối ngày càng tăng từ phía các sĩ quan ủng hộ Ai Cập trong quân đội Iraq. `Arif, người muốn có những quan hệ gần gũi hơn với Ai Cập, đã bị tước bỏ chức vụ sau một phiên tòa và bị tống vào tù.
Khi đơn vị đồn trú ở Mosul nổi dậy chống lại các chính sách của Qāsim, ông đã cho phép lãnh đạo người Kurd là Barzānī về nước để giúp tiêu diệt những kẻ nổi loạn ủng hộ Nāsir.
Năm 1961, Kuwait giành lại độc lập từ tay người Anh và Iraq tuyên bố chủ quyền đối với toàn bộ Kuwait. Anh Quốc phản ứng mạnh mẽ với tuyên bố đó của Iraq và gửi quân đội tới Kuwait nhằm ngăn chặn Iraq. Qāsim buộc phải rút lui và vào tháng 12, 1963, Iraq công nhận chủ quyền của Kuwait.
Một giai đoạn khá bất ổn diễn ra sau đó. Qāsim bị ám sát tháng 2, 1963, khi Đảng Ba'ath chiếm quyền lực dưới sự lãnh đạo của Tướng Ahmed Hasan al-Bakr (thủ tướng) và Đại tá Abdul Salam Arif (tổng thống). Chín tháng sau `Abd as-Salam Muhammad `Arif lãnh đạo một cuộc đảo chính thành công chống lại chính phủ của đảng Ba`th government. Ngày 13 tháng 4 năm 1966, Tổng thống Abdul Salam Arif chết trong một vụ rơi máy bay trực thăng và được em trai là Tướng Abdul Rahman Arif kế nhiệm. Sau cuộc Chiến tranh sáu ngày năm 1967, Đảng Ba'ath đã cảm thấy đủ sức mạnh để tái chiếm quyền (17 tháng 7 năm 1968). Ahmad Hasan al-Bakr trở thành tổng thống và chủ tịch Hội đồng chỉ huy cách mạng (RCC).
Barzānī và người Kurds vốn đã bắt đầu nổi dậy từ năm 1961 và tới năm 1969 vẫn gây ra nhiều vấn đề nghiêm trọng. Tổng thư ký đảng Ba`th Saddam Hussein được trao trách nhiệm tìm ra một giải pháp. Rõ ràng rằng không thể đánh bại được người Kurd bằng các phương tiện quân sự và vào năm 1970 một thỏa thuận chính trị được phe nổi dậy và chính phủ Iraq ký kết.
Kinh tế Iraq phục hồi nhanh chóng sau cuộc cách mạng năm 1968. Anh em nhà Arif đã chi tiêu tới gần 90% ngân sách quốc gia cho quân đội nhưng chính phủ Ba'ath đặt ưu tiên cho nông nghiệp và công nghiệp. Độc quyền khai thác của Công ty dầu khí Iraq của Anh bị phá vỡ khi một hợp đồng mới được ký kết với ERAP, một công ty dầu khí Pháp. Sau này IPC được quốc hữu hoá. Nhờ các chính sách đó, Iraq trải qua một thời kỳ phát triển kinh tế nhanh chóng.
Trong thập kỷ 1970, những tranh chấp biên giới với Iran và Kuwait gây ra nhiều vấn đề. Việc Kuwait từ chối cho phép Iraq xây dựng một cảng tại vùng châu thổ Shatt al-Arab càng làm Iraq tin rằng những quyền lực bảo thủ trong vùng đang tìm cách nắm quyền kiểm soát Vịnh Péc xích. Việc Iran chiếm nhiều hòn đảo tại Eo biển Hormuz không làm thay đổi những lo ngại của Iraq. Những tranh chấp lãnh thổ giữa Iraq và Iran được giải quyết tạm thời với việc ký kết Hiệp định Algiers ngày 6 tháng 3 năm 1975.
Năm 1972 một đoàn đại biểu Iraq tới thăm Moskva. Cùng năm đó các quan hệ ngoại giao với Hoa Kỳ cũng được nối lại. Các quan hệ với Jordan và Syria cũng rất tốt. Quân đội Iraq đóng quân ở cả hai nước đó. Trong Cuộc chiến tháng 10 năm 1973, các sư đoàn Iraq đã chiến đấu với các lực lượng Israel.
Nhìn lại, thập kỷ 1970 có thể coi là một thời điểm phát triển cao của Iraq trong lịch sử hiện đại. Một tầng lớp kỹ trị mới, trẻ và sáng suốt điều hành đất nước và kinh tế phát triển nhanh mang lại sự thịnh vượng và ổn định. Nhiều nước Ả Rập coi Iraq là một ví dụ về phát triển. Tuy nhiên, những thập kỷ sau lại không được như vậy.

## Thời Saddam Hussein và chiến tranh Iraq
Những tranh chấp lãnh thổ với Iran đã dẫn tới cuộc chiến tranh dài tám năm, Chiến tranh Iran-Iraq (1980 – 1988 không phân thắng bại gây tổn hại lớn cho cả hai bên, cuộc chiến này thường đươợcgọi là Qādisiyyat-Saddām. Iraq tuyên bố chiến thắng năm 1988 nhưng trên thực tế đã phải lui quân về biên giới trước chiến tranh (status quo ante bellum). Cuộc chiến khiến cho Iraq có được một tổ chức quân sự lớn nhất trong vùng Vịnh Péc xích nhưng đi kèm theo nó là những khoản nợ lớn và cuộc nổi dậy của những người Kurd ở vùng núi phía bắc. Theo điều được khẳng định, chính phủ, đã đàn áp cuộc nổi dậy này bằng cách sử dụng vũ khí hóa học chống lại dân thường.
Một cuộc tấn công trên diện rộng bằng vũ khí hóa học vào thành phố Halabja vào tháng 3 năm 1988 trong cuộc chiến Iran-Iraq thường được cho là do chế độ Saddam gây ra, dù việc ai là người chịu trách nhiệm về vụ này vẫn còn đang bị tranh cãi. (Saddam giữ mình không bị liên lụy vào vụ này.) Dù hầu hết những quan điểm về vụ này đều coi chính quyền Iraq là bên có trách nhiệm liên quan tới vụ tấn công hơi độc (chống lại Iran), và sự kiện này đã trở thành hình tượng khi miêu tả sự tàn bạo của Saddam. Những ước tính về thương vong vào khoảng từ vài trăm cho đến ít nhất 7.000 người. Chính phủ Iraq tiếp tục được ủng hộ rộng rãi từ cộng đồng quốc tế gồm cả nhiều nước phương tây, Liên Xô, và Trung Quốc, và họ tiếp tục gửi vũ khí tới cho Iraq để chiến đấu với Iran. Quả thực, những chuyến tàu từ Mỹ (dù với số lượng nhỏ) đã tăng sau sự kiện đó, và Anh Quốc đã trao cấp 400 triệu bảng tín dụng thương mại cho Iraq chỉ mười ngày sau khi lên án vụ thảm sát  Lưu trữ ngày 14 tháng 10 năm 2008 tại Wayback Machine.
Cuối thập kỷ 1970, Iraq mua một lò phản ứng hạt nhân của Pháp, đặt tên là Osirak hay Tammuz 1. Việc xây dựng bắt đầu từ năm 1979. Năm 1980 lò phản ứng bị hư hại nhẹ sau một cuộc tấn công của không quân Iran, năm 1981, trước khi lò phản ứng được hoàn thành, nó bị không quân Israel phá hủy (xem Chiến dịch Opera), đẩy lùi chương trình hạt nhân của Iraq lại một khoảng thời gian lớn.

### Xâm chiếm Kuwait vàChiến tranh vùng Vịnh
Một tranh chấp lãnh thổ trong thời gian dài đã dẫn tới việc Iraq xâm chiếm Kuwait năm 1990. Iraq buộc tội Kuwait xâm phạm biên giới Iraq để bảo vệ các nguồn tài nguyên dầu mỏ, và yêu cầu huỷ bỏ việc trả nợ của họ. Những cuộc thương lượng trực tiếp nhanh chóng thất bại. Saddam Hussein có một cuộc gặp khẩn với April Glaspie, Đại sứ Hoa Kỳ tại Iraq, ngày 25 tháng 7 năm 1990, bộc lộ những lo ngại của mình nhưng vẫn thể hiện ý muốn tiếp tục đàm phán. April Glaspie thông báo cho Saddām rằng Hoa Kỳ không quan tâm tới những tranh chấp biên giới giữa Iraq và Kuwait.
Những nhà hoà giải Ả Rập thuyết phục Iraq và Kuwait thương lượng với nhau tại Jiddah, Ả Rập Saudi, ngày 1 tháng 8 năm 1990, nhưng lần gặp gỡ đó chỉ để hai phía đưa ra những lời buộc tội lẫn nhau. Một cuộc gặp thứ hai được lên kế hoạch tại Baghdad, nhưng Iraq đã xâm chiếm Kuwait ngay ngày hôm sau. Quân đội Iraq tràn sang lãnh thổ Kuwait ngay sau nửa đêm ngày 2 tháng 8 năm 1990. Hội đồng Bảo an Liên hiệp quốc và Liên đoàn Ả Rập ngay lập tức lên án vụ xâm lược của Iraq. Bốn ngày sau, Hội đồng Bảo an áp đặt một lệnh cấm vận kinh tế lên Iraq, cấm hầu như toàn bộ hoạt động thương mại với nước này.
Iraq đáp trả sự trừng phạt bằng cách sáp nhập Kuwait làm "tỉnh thứ 19" của Iraq ngày 8 tháng 8, khiến gia đình Sabah đang phải chạy trốn ở nước ngoài yêu cầu cộng đồng quốc tế phải có biện pháp mạnh hơn nữa. Trong những tháng tiếp sau, Hội đồng Bảo an Liên hiệp quốc đã đưa ra một loạt những giải pháp nhằm lên án sự xâm chiếm Kuwait của Iraq và áp đặt trừng phạt kinh tế toàn bộ chống lại Iraq. Các nước khác sau đó đã ủng hộ "Chiến dịch lá chắn sa mạc". Tháng 11 năm 1990, Hội đồng Bảo an Liên hiệp quốc thông qua Nghị quyết 678, cho phép các nước thành viên sử dụng mọi biện pháp cần thiết, kể cả hành động quân sự chống lại các lực lượng Iraq đang chiếm đóng Kuwait, và yêu cầu Iraq phải rút toàn bộ quân đội ra khỏi Kuwait trước ngày 15 tháng 1 năm 1991.
Khi Saddam Hussen không tuân theo yêu cầu đó, Chiến tranh vùng Vịnh (Chiến dịch "Bão táp sa mạc") bắt đầu vào ngày 17 tháng 1 năm 1991 (3 giờ sáng theo giờ Iraq), với đội quân liên minh 28 nước, dẫn đầu là Hoa Kỳ tung ra những cuộc ném bom vào Baghdad. Cuộc chiến tranh gây ra thảm hoạ cho Iraq chỉ kéo dài sáu tuần, một trăm bốn mươi nghìn tấn vũ khí đã được đem ra sử dụng tại Iraq, tương đương với bảy quả bom nguyên tử ném xuống Hiroshima. Có lẽ khoảng 100.000 lính Iraq và hàng chục ngàn dân thường đã thiệt mạng.
Các cuộc ném bom của quân đồng minh đã phá huỷ đường sá, cầu cống, nhà máy, và các cơ sở khai thác dầu (tiêu diện hệ thống lọc và phân phối dầu quốc gia) và cắt đứt dịch vụ điện, điện thoại và nước sạch. Các trung tâm hội nghị và mua sắm và các vùng dân cư cũng bị thiệt hại. Hàng trăm người Iraq đã bị giết hại trong cuộc tấn công vào kho bom Al-Amiriyah. Bệnh dịch lan tràn qua nước ô nhiễm vì nước sạch và các cơ sở xử lý nước không thể hoạt động khi không có điện.
Hoa Kỳ tuyên bố ngừng bắn ngày 28 tháng 2 năm 1991. Tổng thư ký Liên hiệp quốc Javier Pérez de Cuéllar đã gặp Saddam Hussein để bàn thảo về thời gian biểu rút quân khỏi Kuwait. Iraq đồng ý với các điều kiện của Liên hiệp quốc để đạt tới thoả thuận ngừng bắn vĩnh viễn vào tháng 4 năm 1991, và phải chịu các điều kiện khắt khe, buộc phải liệt kê và phá huỷ mọi kho dự trữ vũ khí.

### Iraq dưới sự trừng phạt của Liên hiệp quốc
Xem thêm: Sự trừng phạt Iraq
Ngày 6 tháng 8, 1990, sau khi Iraq xâm chiếm Kuwait, Hội đồng Bảo an Liên hiệp quốc thông qua Nghị quyết 661 áp đặt trừng phạt kinh tế lên Iraq, chuẩn bị cấm vận kinh tế toàn diện, chỉ trừ cung cấp y tế, thực phẩm và các nhu yếu phẩm khác của con người, những biện pháp này được Ủy ban trừng phạt của Hội đồng Bảo an đưa ra. Sau khi kết thúc chiến tranh và sau khi quân Iraq rút khỏi Kuwait, các biện pháp trừng phạt này được ràng buộc với việc giải trừ Các vũ khí huỷ diệt hàng loạt theo Nghị quyết 687 của Liên hiệp quốc.
Hoa Kỳ cho rằng cần thiết phải ngăn chặn cuộc thảm sát người Ả Rập (Marsh Arabs) ở phía nam và người Kurd ở phía bắc Iraq nên đã đặt ra một "vùng cấm bay" từ phía bắc vĩ tuyến 36 và phía nam vĩ tuyến 32. Chính quyền Clinton cho rằng những nhân viên chìm của Iraq đã cố gắng thực hiện cái gọi là ám sát cựu Tổng thống George H. W. Bush vì thế việc trả đũa quân sự ngày 27 tháng 6 năm 1993 là thoả đáng. Trụ sở tình báo Iraq tại Baghdad bị tấn công bằng các Tên lửa hành trình Tomahawk.
Trong thời cấm vận của Liên hiệp quốc, những chống đối từ bên trong và bên ngoài đối với chính phủ của đảng Ba'ath rất yếu ớt và bị chia rẽ. Tháng 5, 1995, Saddam sa thải người anh em một nửa dòng máu (khác cha hay khác mẹ), là Wathban, đang giữ chức Bộ trưởng nội vụ và tháng 7 giáng cấp Bộ trưởng quốc phòng, Ali Hassan al-Majid. Những thay đổi nhân sự đó là kết quả của việc hai con trai Saddām Hussein là Uday Hussein và Qusay Hussein tiến lên nắm quyền. Họ chính thức nắm quyền phó tổng thống từ tháng 5 năm 1995. Tháng 8, Thiếu tướng Husayn Kāmil Hasan al-Majīd, Bộ trưởng công nghiệp quân sự và là một chính khách đồng minh với Saddam, đào thoát sang Jordan, cùng vợ (một trong những con gái của Saddam) và anh trai của mình, Saddam, người cũng lấy một con gái khác của vị tổng thống; cả hai kêu gọi lật đổ chính phủ Iraq. Sau vài tuần ở Jordan, và nhận được lời hứa hẹn đảm Bảo an toàn, hai anh em quay trở lại Iraq và bị sát hại.
Cuối thập kỷ 1990, Liên hiệp quốc muốn giải toả bớt trừng phạt áp dụng với Iraq vì những hậu quả nặng nề của nó với dân thường Iraq. Theo đánh giá của Liên hiệp quốc, khoảng 500.000 tới 1.2 triệu trẻ em đã chết  Lưu trữ ngày 6 tháng 8 năm 2009 tại Wayback Machine trong những năm cấm vận. Hoa Kỳ đã sử dụng quyền phủ quyết của mình tại Hội đồng Bảo an để ngăn cản việc dỡ bỏ các biện pháp trừng phạt vì không thể kiểm chứng được việc giải giáp vũ khí của Iraq. Tuy nhiên, một chương trình đổi dầu lấy lương thực được lập ra năm 1996 để giảm bớt những hậu quả của lệnh trừng phạt.
Sự hợp tác của Iraq với các đội thanh sát vũ khí của Liên hiệp quốc đã nhiều lần bị đặt câu hỏi trong thập kỷ 1990. Trưởng phái đoàn thanh tra UNSCOM Richard Butler rút đội thanh sát của mình khỏi Iraq vào tháng 11 năm 1998 vì sự hợp tác không đầy đủ của Iraq. Đội thanh sát này đã quay trở lại vào tháng 12.. Butler đã chuẩn bị một bản báo cáo trước Hội đồng Bảo an Liên hiệp quốc sau đó, trong bản báo cáo ấy ông bày tỏ sự không hài lòng về mức độ hợp tác  Lưu trữ ngày 13 tháng 5 năm 2006 tại Wayback Machine. Cùng tháng đó, tổng thống Hoa Kỳ Bill Clinton cho phép tấn công không quân vào các mục tiêu chính phủ và quân sự. Các cuộc tấn công không quân vào các cơ sở quân sự và những địa điểm được cho là cất giấu các vũ khí huỷ diệt hàng loạt tiếp tục đến tận năm 2002.

### Cuộc xâm chiếm Iraq năm 2003
Sau các cuộc tấn công khủng bố do nhóm khủng bố của triệu phú Ả Rập Saudi Osama bin Laden vào New York và Washington ở Hoa Kỳ năm 2001, chính sách đối ngoại của Mỹ bắt đầu chuyển hướng sang lật đổ chính phủ của đảng Ba'ath ở Iraq như là một phần của Cuộc chiến chống khủng bố trên toàn cầu. Các cố vấn bảo thủ ở Washington từ nhiều năm đã hối thúc một sự thay đổi chế độ ở Baghdad, nhưng tới tận khi thông qua Luật tự do 1998, chính sách chính thức của Mỹ mới là buộc Iraq phải tuân theo những trừng phạt của Liên hiệp quốc. Hơn nữa, những chính sách không chính thức của Hoa Kỳ, gồm nỗ lực đảo chính được CIA hậu thuẫn, nhằm lật đổ Saddam Hussein khỏi vị trí quyền lực. Việc George W. Bush được bầu làm tổng thống khiến cho nhiều chính khách cứng rắn được bổ nhiệm vào các chức vụ quan trọng trong việc lập chính sách tại chính phủ mới. Sau những cuộc tấn công khủng bố, việc thay đổi chế độ ở Iraq đã trở thành chính sách chính thức.
Hoa Kỳ hối thúc Liên hiệp quốc đưa ra hành động quân sự chống lại Saddam. Tổng thống Mỹ George Bush cho rằng Saddām đã liên tục vi phạm vào Nghị quyết số 16 của Hội đồng Bảo an. Chính phủ Iraq phủ nhận những lời buộc tội của Mỹ. Một đội thanh sát Liên hiệp quốc do chính trị gia Thuỵ Điển Hans Blix dẫn đầu được chấp nhận vào Iraq, báo cáo cuối cùng của họ cho rằng khả năng sản xuất "các vũ khí huỷ diệt hàng loạt" của Iraq không khác biệt nhiều so với năm 1992 khi nước này phá huỷ những kho vũ khí của họ theo những điều quy định của thoả thuận ngừng bắn với các lực lượng Liên hiệp quốc, nhưng không thể xác định chính xác khả năng Saddam vẫn sở hữu Vũ khí huỷ diệt hàng loạt. Hoa Kỳ và Anh Quốc buộc tội Iraq vẫn tàng trữ Vũ khí và phản đối yêu cầu cần thêm thời gian của đội thanh sát vũ khí để điều tra thêm về vụ việc. Nghị quyết 1441 được Hội đồng Bảo an Liên hiệp quốc nhất trí thông qua ngày 8 tháng 11 năm 2002, trao cho Iraq "một cơ hội cuối cùng để thực hiện những yêu cầu giải giáp" từng được các Nghị quyết của Liên hiệp quốc nhiều lần đặt ra, đe doạ "những hậu quả nghiêm trọng" nếu những yêu cầu trên không được thoả mãn. Hội đồng Bảo an Liên hiệp quốc không đưa ra một nghị quyết cho phép sử dụng vũ lực chống lại Iraq.
Tháng 3, 2003 Hoa Kỳ và Anh Quốc, với sự hỗ trợ quân sự từ nhiều nước khác xâm chiếm Iraq và lật đổ chế độ độc tài của Saddam Hussein.

## Liên minh chiếm đóng Iraq

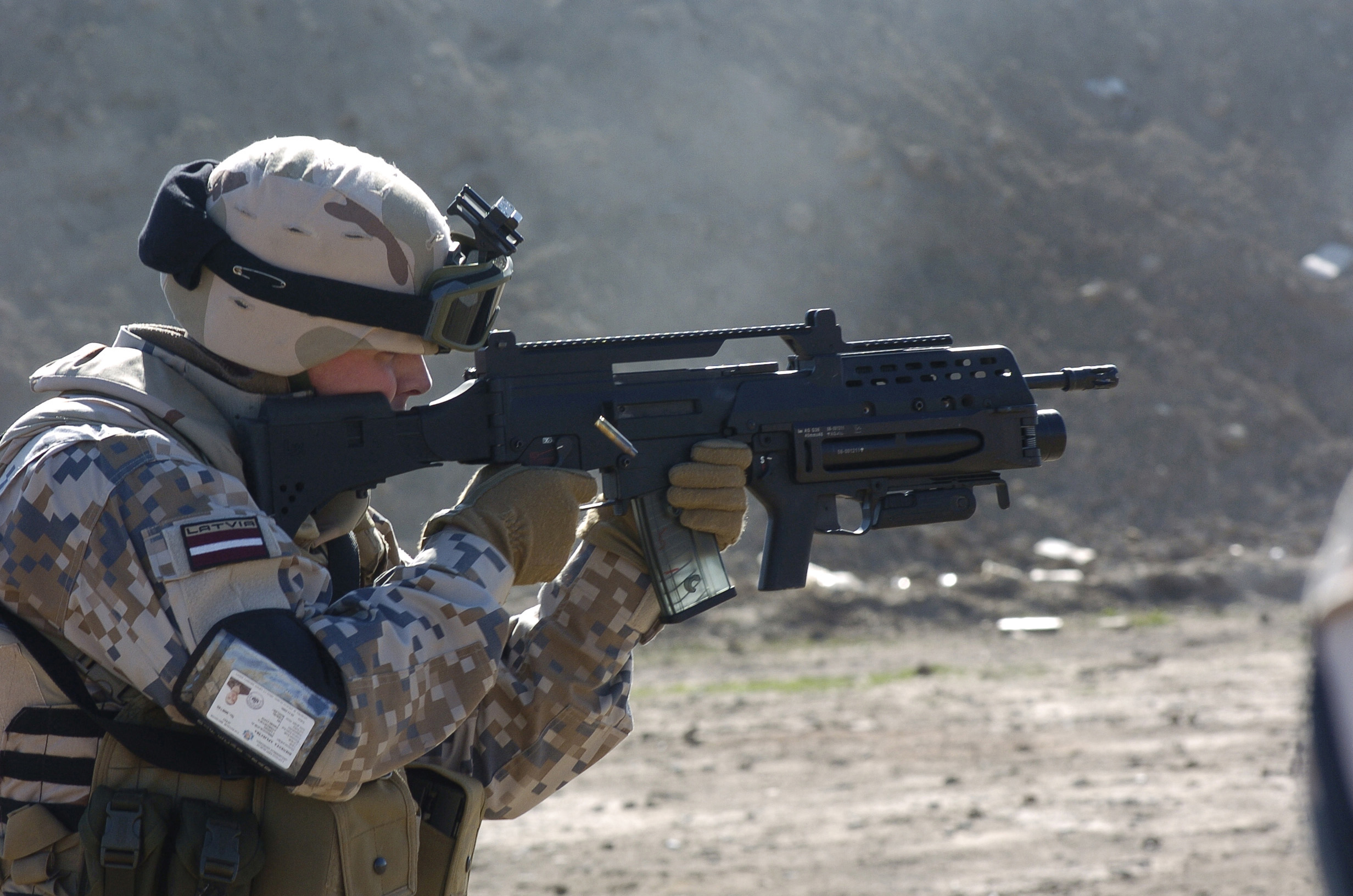
Quân đội Latvia tại Iraq

Năm 2003, sau cuộc giải phóng của Mỹ và Anh, Iraq bị các lực lượng đồng minh chiếm đóng. Ngày 23 tháng 5 năm 2003, Hội đồng Bảo an Liên hiệp quốc nhất trí thông qua một nghị quyết dỡ bỏ trừng phạt kinh tế chống Iraq.
Khi đất nước đang phải gắng sức xây dựng lại sau 3 năm chiến tranh và hàng thập kỷ trừng phạt quốc tế, nó lại bị tàn phá bởi tình trạng bạo lực giữa các nhóm nổi dậy Iraq đang ngày càng lớn mạnh và những lực lượng chiếm đóng. Saddām Hussain, biến mất từ tháng 4 đã bị bắt vào ngày 13 tháng 12 năm 2003.

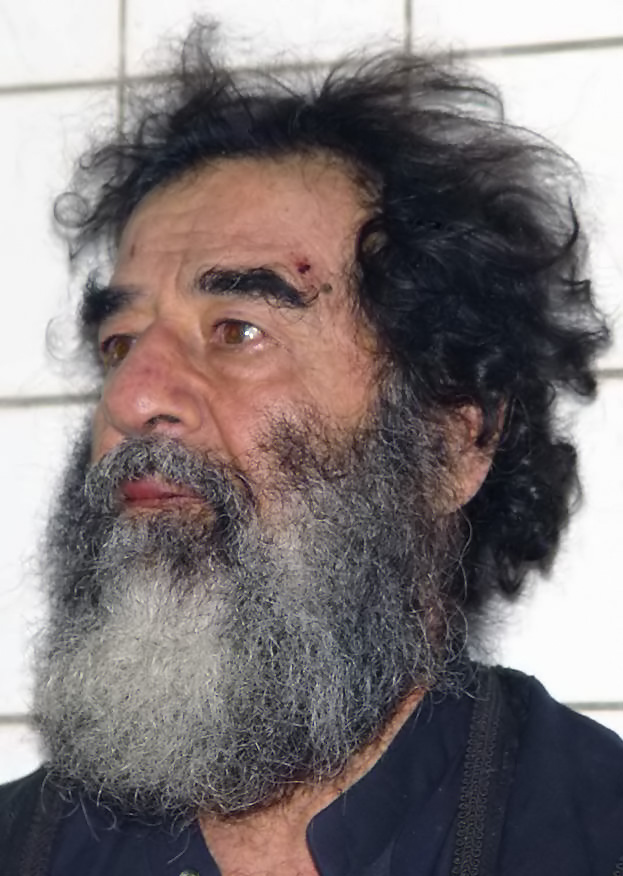
Nhà độc tài 1 thời Saddam Hussain với bộ râu dài một thời gian ngắn sau khi bị bắt.

Chính quyền lâm thời ban đầu của Mỹ do ông Jay Garner đứng đầu đã được thay thế vào tháng 5 năm 2003 bởi ông L. Paul Bremer, tới lượt ông này lại được John Negroponte thay thế ngày 19 tháng 4 năm 2004, Negroponte rời Iraq năm 2005. Negroponte là người đứng đầu chính phủ lâm thời cuối cùng của Mỹ tại Iraq.
Chủ nghĩa khủng bố xuất hiện và trở thành một mối đe doạ đối với người dân Iraq ngay sau khi cuộc xâm chiếm năm 2003 diễn ra. Al Qaeda hiện đã có mặt tại nước này, dưới hình thức nhiều nhóm khủng bố do Abu Musab Al Zarqawi lãnh đạo. Nhiều chiến binh nước ngoài và những thành viên cũ của đảng Ba'ath cũng gia nhập vào lực lượng nổi dậy, mục tiêu chính của họ là tấn công các lực lượng Mỹ và những người Iraq hợp tác với Mỹ. Vùng hoạt động mạnh nhất của các nhóm nổi dậy là Tam giác Sunni, một vùng có đa số dân người Hồi giáo Sunni ở phía bắc Baghdad.

### Sự rút quân của liên minh
Main article: Iraq thời hậu Saddam Hussein
Vài ngày sau những vụ tấn công ngày 11 tháng 3 năm 2004 vào Madrid, chính phủ trước chiến tranh tại Tây Ban Nha sụp đổ. Cuộc chiến bị dân chúng phản đối mạnh mẽ và chính phủ Xã hội lên nắm quyền với cam kết rút quân đội khỏi Iraq. Tiếp sau đó, nhiều quốc gia khác từng tham gia vào Liên minh tự nguyện bắt đầu xem lại vai trò của mình. Hà Lan từ chối đề nghị của Hoa Kỳ giữ quân ở lại Iraq sau ngày 30 tháng 6. Hàn Quốc vẫn giữ quân đội ở lại.
Ngay sau những quyết định rút quân vào mùa xuân năm 2004, Cộng hoà Dominica, Honduras, Guatemala, Kazakhstan, Singapore, Thái Lan, Bồ Đào Nha, Philippines, Bulgari, Nicaragua và Ý cũng rút quân hay đưa ra kế hoạch rút quân. Các nước khác (như Australia, Đan Mạch và Ba Lan) tiếp tục giữ quân đồn trú tại Iraq.

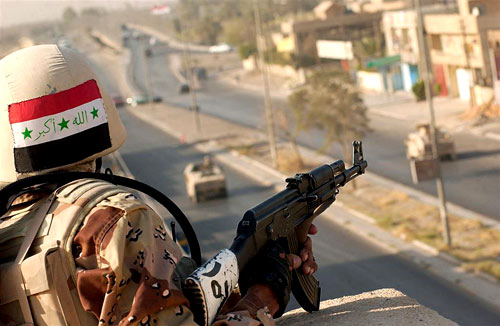
Binh sĩ Iraq canh gác thay thế cho sự rút lui của quân Đồng minh

Ngày 28 tháng 6 năm 2004, thời gian chiếm đóng chính thức chấm dứt khi liên minh do Mỹ đứng đầu chuyển giao quyền lực cho chính phủ lâm thời do Thủ tướng Iyad Allawi lãnh đạo. ngày 16 tháng 7 năm 2004, Philippines rút toàn bộ quân đội khỏi Iraq để thoả mãn những yêu cầu của những kẻ khủng bố đang bắt giữ một công dân Philippine là Angelo de la Cruz làm con tin. Nhiều nước khác cũng đã thông báo những kế hoạch rút quân hay cho rằng họ sẽ xem xét về một kế hoạch như vậy nếu Liên hiệp quốc thông qua một nghị quyết trao thêm chủ quyền cho Iraq.
Chính phủ Iraq đã chính thức yêu cầu sự giúp đỡ (ít nhất) từ phía quân đội Mỹ cho tới khi có sự thay đổi khác.
Ngày 30 tháng 1 năm 2005, Cuộc bầu cử quốc hội Iraq đã diễn ra. Xem: Bầu cử cơ quan lập pháp Iraq, tháng 1 năm 2005.